# 林鸳鸯

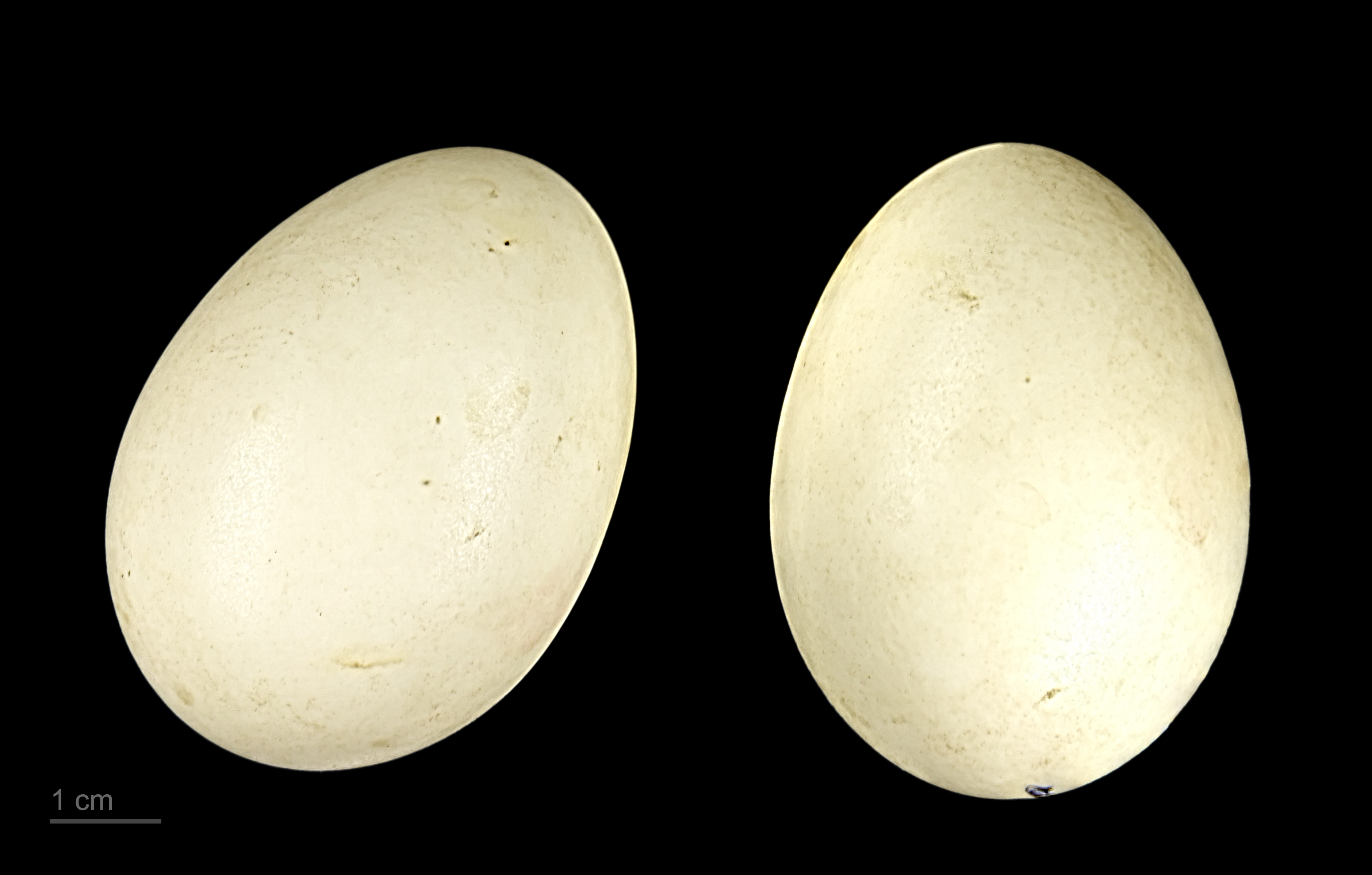
卵

林鴛鴦（學名：Aix sponsa），又名樹鴛鴦、美洲鴛鴦、美洲木鴨，是鴛鴦屬的一種鳥類，棲息在北美地區，體長47至54 cm（19至21英寸），翼展66至73 cm（26至29英寸），以羽毛色彩艷麗而聞名。

## 保護
19世紀末，由於棲息地喪失和人類濫捕濫殺（食用或使用其羽毛製造帽飾）的緣故，其數量大幅下降。《1918年候鳥保護法》實施之後種群數量才開始恢復。

## 外部連結
- 林鸳鸯的图片
- Wood Duck Society （页面存档备份，存于）
- 林鴛鴦 - 臺北市立動物園[]
- 林鸳鸯与绿头鸭配偶的交谈